# 13293 Mechelen
För andra betydelser, se Mechelen (olika betydelser).
13293 Mechelen eller 1998 QO104 är en asteroid i huvudbältet som upptäcktes den 26 augusti 1998 av den belgiske astronomen Eric W. Elst vid La Silla-observatoriet. Den är uppkallad efter staden Mechelen.